# Episcada
Episcada är ett släkte av fjärilar. Episcada ingår i familjen praktfjärilar.

## Bildgalleri

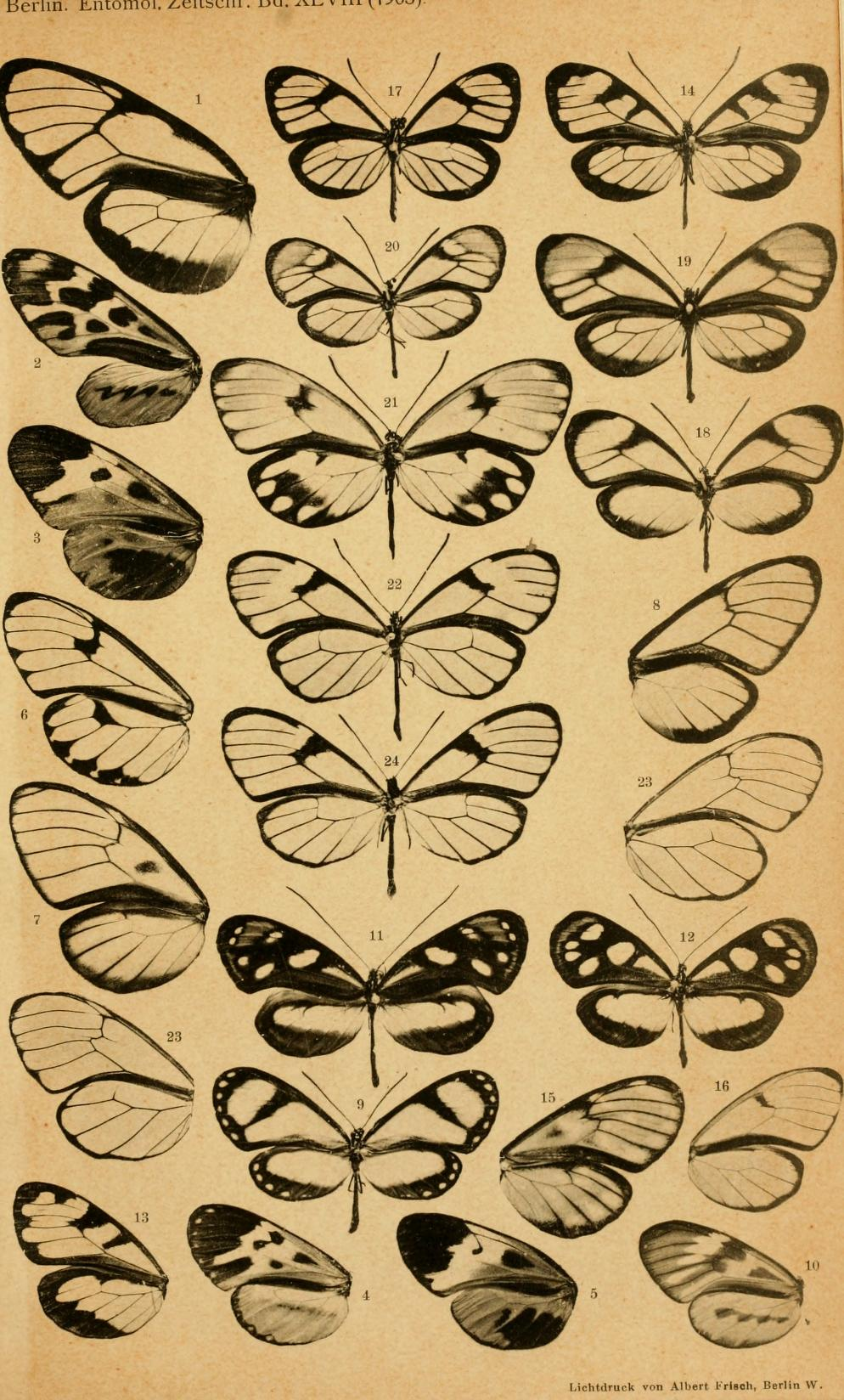
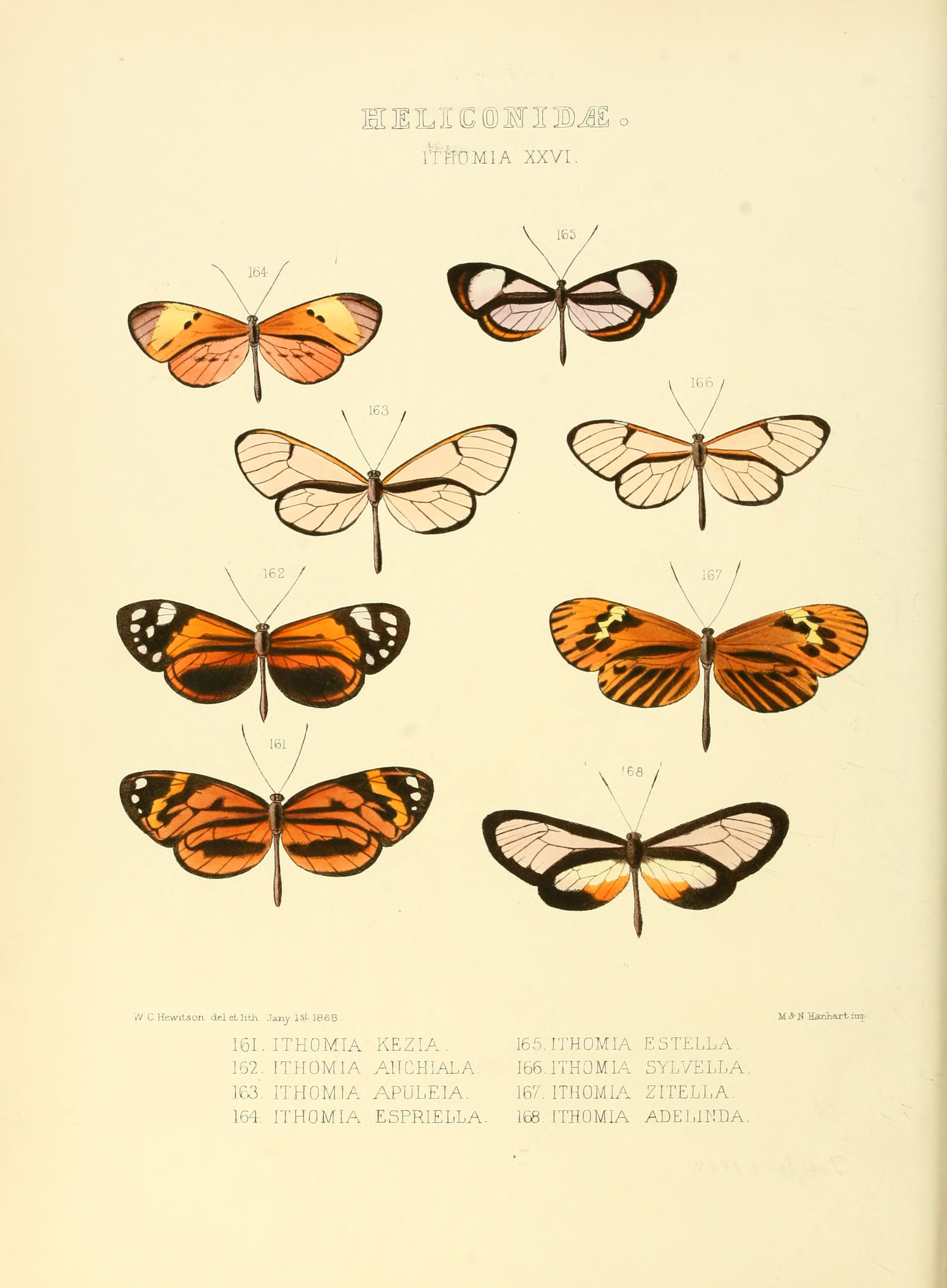
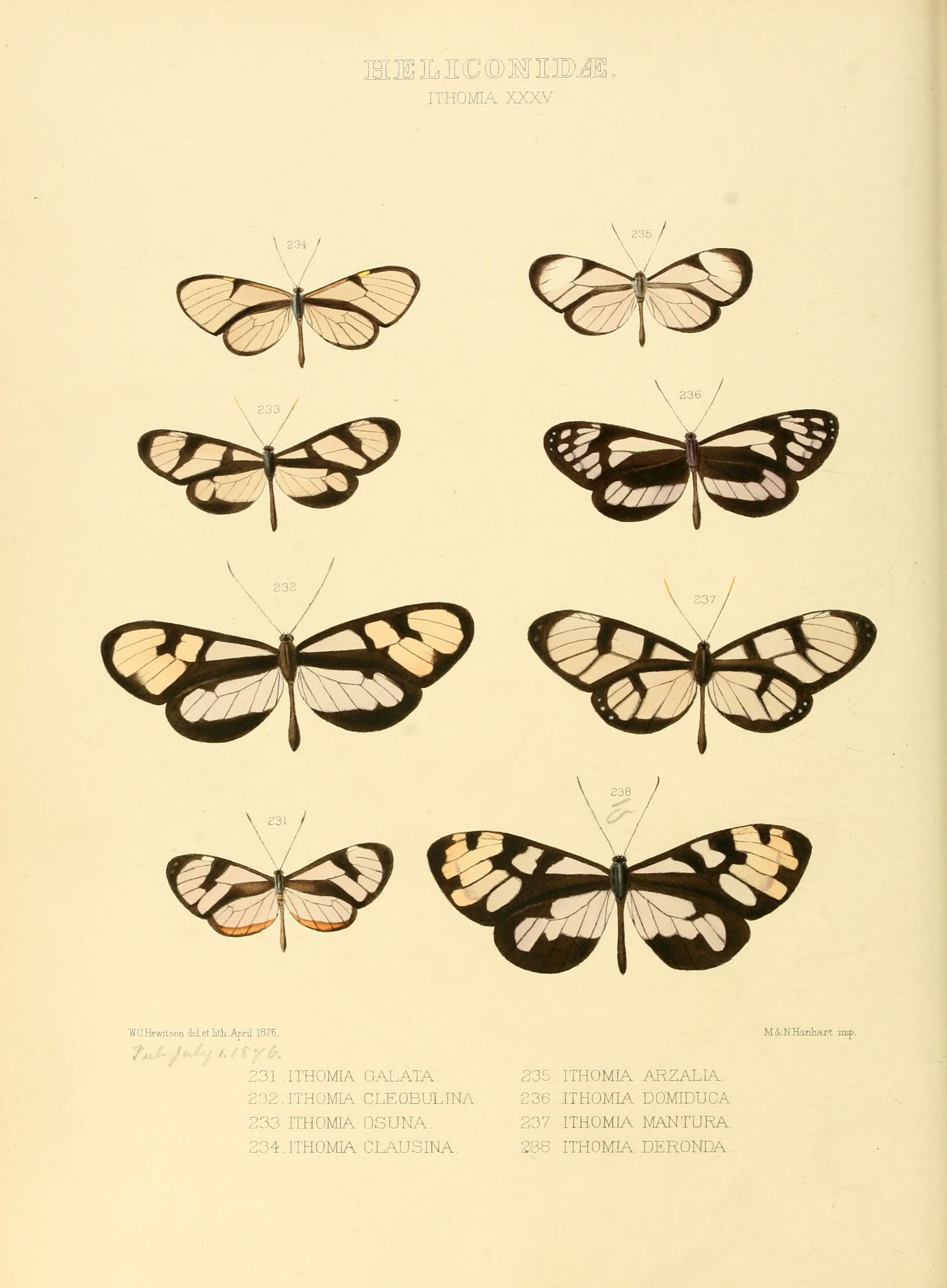
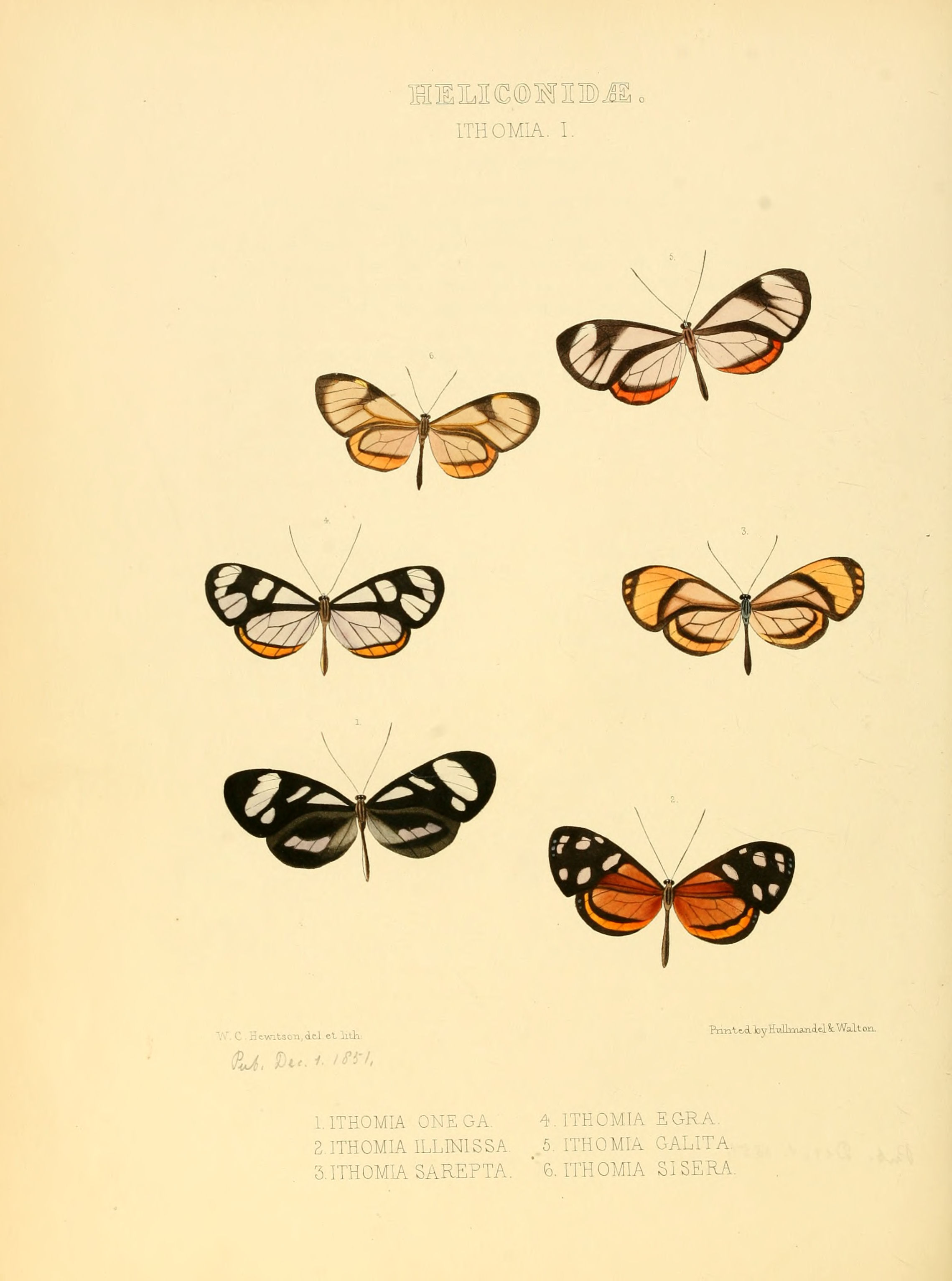
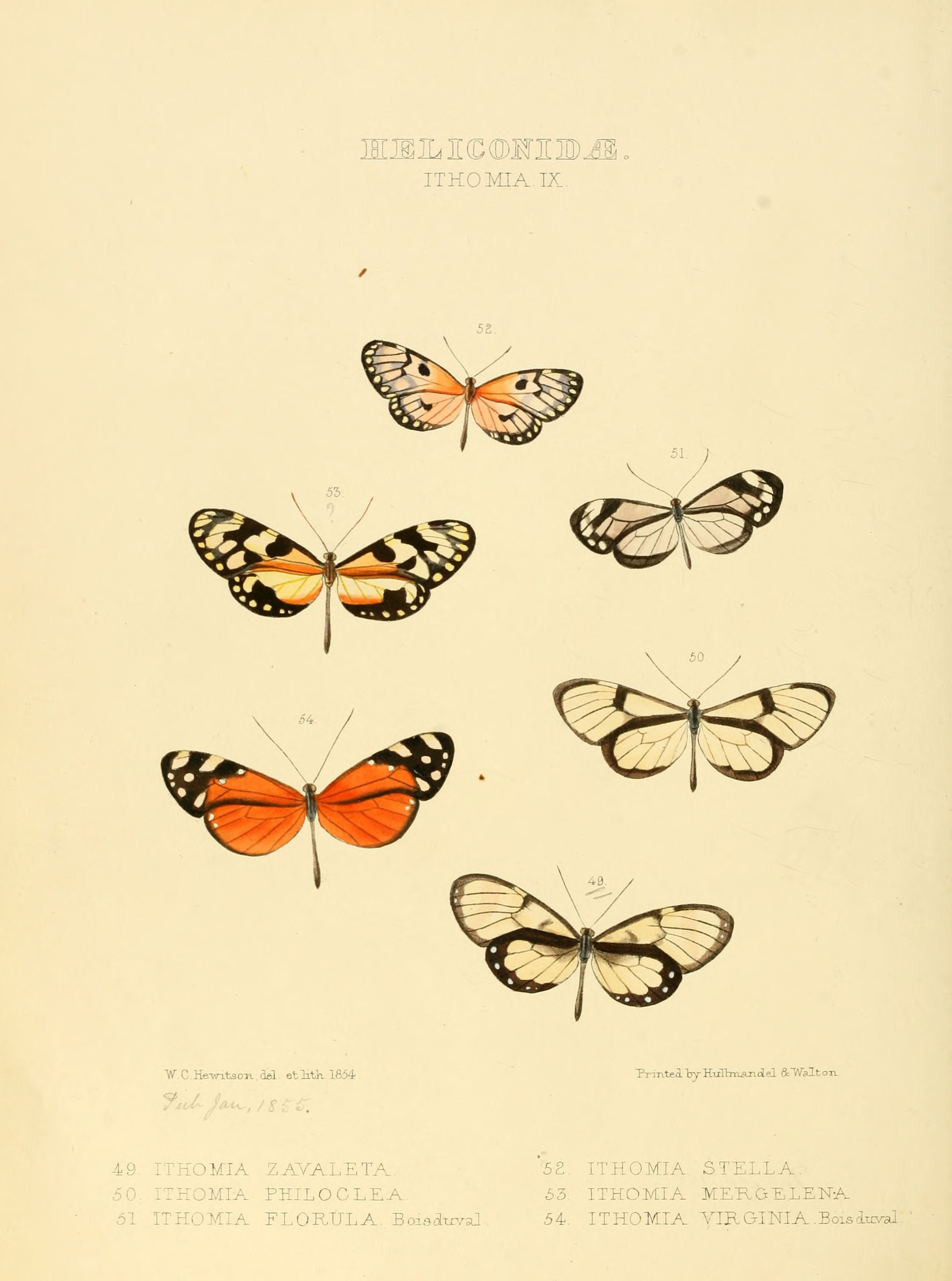
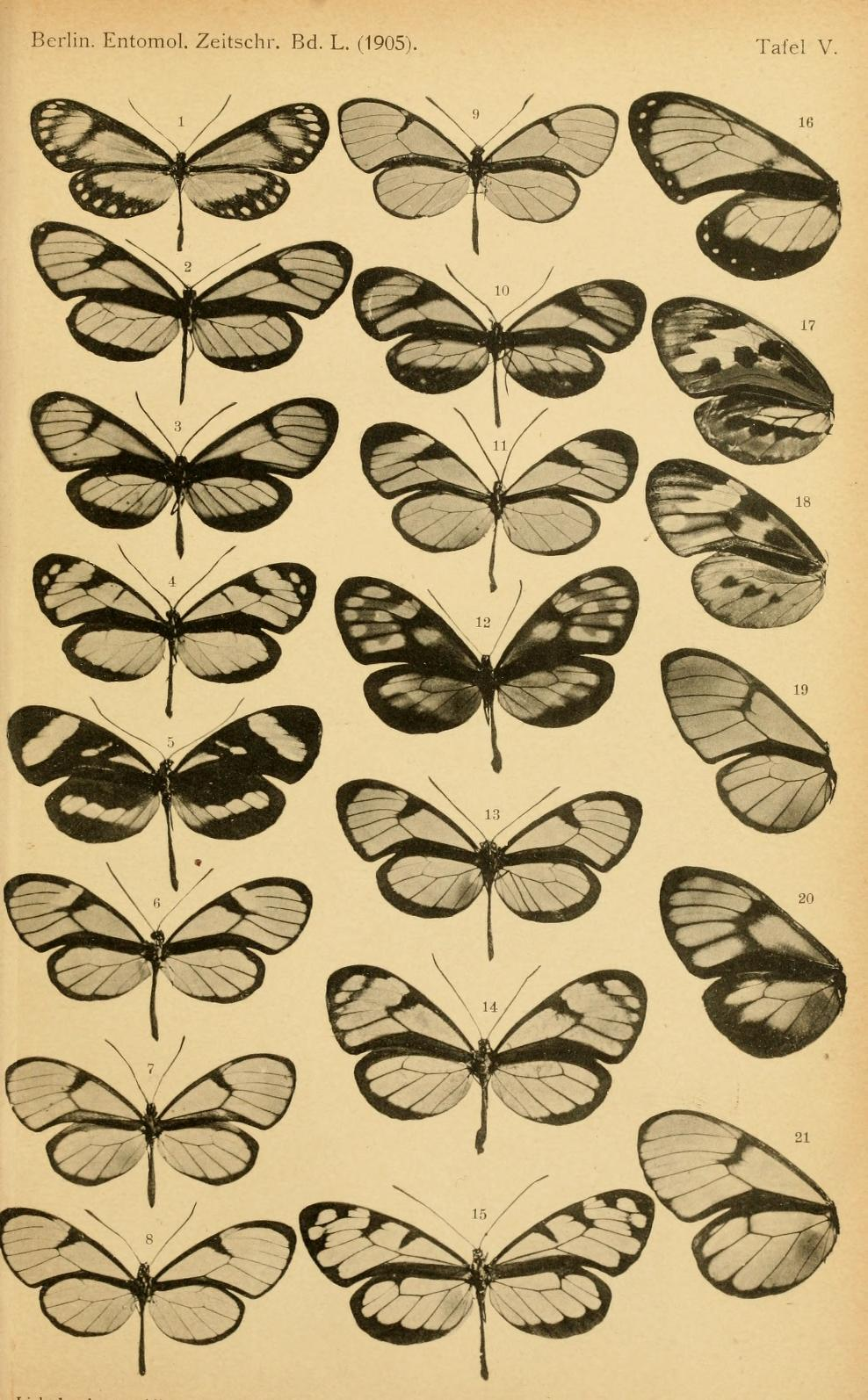

## Dottertaxa tillEpiscada, i alfabetisk ordning[1]
- Episcada argentina
- Episcada cabensis
- Episcada canaletta
- Episcada canilla
- Episcada carcinia
- Episcada clausina
- Episcada comstocki
- Episcada cora
- Episcada helena
- Episcada hyalina
- Episcada joiceyi
- Episcada mira
- Episcada montanella
- Episcada munda
- Episcada opleri
- Episcada paradoxa
- Episcada philoclea
- Episcada polita
- Episcada portilla
- Episcada praestigiosa
- Episcada salvinia
- Episcada scantilla
- Episcada segesta
- Episcada sexpunctata
- Episcada sidonia
- Episcada striposis
- Episcada sulphurea
- Episcada sylpha
- Episcada ticidella
- Episcada vitrea
- Episcada zajciwi